# W 윈
W 윈(W Wynn)은 2011년 5월 12일에 출시한 SK텔레시스의 두 번째 스마트폰이다. 조인성을 광고 모델로 내세워 조인성폰이라는 별칭으로도 불린다.
윈(Wynn)만의 특징은 Eco모드, 앱 셰이드, 마이 포켓 기능 등이 탑재되어 있다.SK텔레시스의 마지막 휴대 전화이다.